# تايك أبريك! بينبول!
تايك أبريك! بينبول! (بالإنجليزية: Take a Break! Pinball)‏ ، هي لعبة فيديو إلكترونية من نوع لعبة كرة الدبابيس ، طورها كل من دينماكس وسييرا أون-لاين ونشرها شركة سييرا أون-لاين الأمريكية سنة 1993م.